# Hommage aan Albert Cuyp
Hommage aan Albert Cuyp (The face of the market) is een artistiek kunstwerk in Amsterdam-Zuid.

## Beschrijving

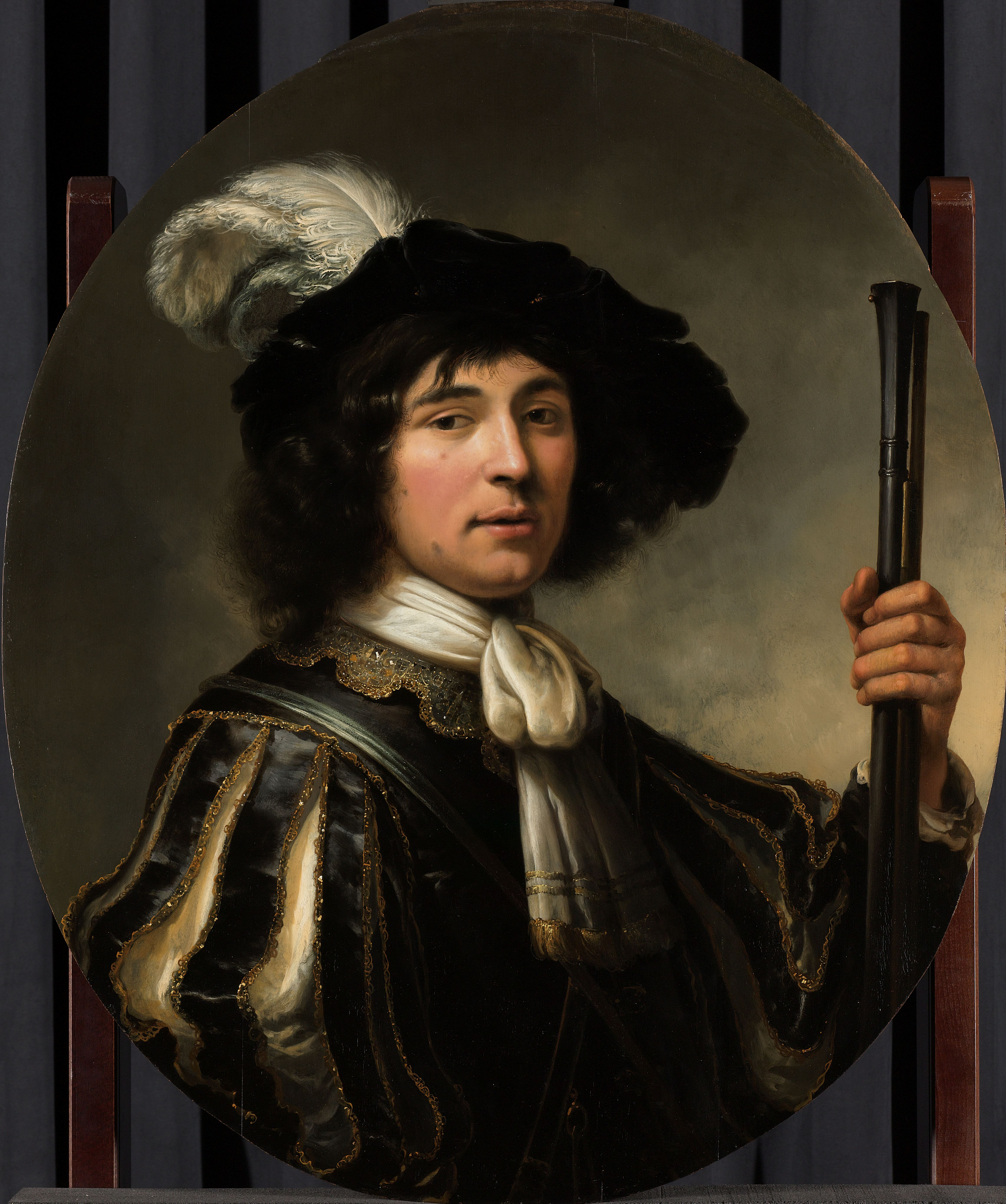
Portret door Cuyp

Tim Rodermans en Karski zijn twee “specialisten” in muurschilderingen. Zij begonnen als grafittizetters. Ze hebben echter verschillende invalshoeken, Rodermans combineert realistische afbeeldingen met grafisch werk (zie bijvoorbeeld deze brugschildering), Karski is vanuit grafitti-writing richting realistisch werk gegaan en voert alles uit in een extreme kleurstelling. Rodermans en Karski hebben beiden los van elkaar meerdere muurschilderingen in Amsterdam. 
Beide kunstenaars waren sinds 2021 in gesprek met marktkooplui en Gemeente Amsterdam voor een muurschildering op een blinde muur in de zijgevel van Van Woustraat 12 aan de Albert Cuypstraat. Men wilde de bezoekers van de Albert Cuypmarkt duidelijk maken wie de naamgever van die markt en straat is: schilder Albert Cuyp. Van die schilder is echter geen (zelf)portret beschikbaar, dus de kunstenaars maakten (nieuwe) kopieën van diens meesterwerken. Gezamenlijk werd gekozen voor het zetten van één van zijn bekendste werken Portret van een jonge man, mogelijk Jacob Francken, gecombineerd met een marineschilderij.
De muurschildering werd in oktober 2023 gezet. Rondom de markt is dan al jaren een project aan de gang om de vele rolluiken een fleuriger aanzien te geven. 